# Gilbertiodendron dewevrei
Gilbertiodendron dewevrei es una especie de árbol perteneciente a la familia de las fabáceas. Es originaria del África Central tropical.

## Descripción
Es un árbol que alcanza un tamaño de 25-40 m de altura, con el tronco ligeramente engrosado en la base, de 5-22 m de largo, y 0,5-2 m de diámetro, cilíndrico y recto, rara vez > 4 m de circunferencia; con la copa densa.

## Hábitat
Se encuentra en los  suelos arenosos, en rodales casi puros, muy comunes, en tierra firme, más esporádicas en formaciones boscosas ribereñas, inundadas periódicamente o pantanosas; en rodales en los bosques a una altitud de 750 metros. (Angola).

## Taxonomía
Gilbertiodendron dewevrei fue descrita por (De Wild.) J.Leonard y publicado en Bulletin du Jardin Botanique de l'État 22: 190. 1952.
Sinonimia
- Macrolobium dewevrei De Wild.	[3]